# Liste der Kulturgüter in Hindelbank
Die Liste der Kulturgüter in Hindelbank enthält alle Objekte in der Gemeinde Hindelbank im Kanton Bern, die gemäss der Haager Konvention zum Schutz von Kulturgut bei bewaffneten Konflikten, dem Bundesgesetz vom 20. Juni 2014 über den Schutz der Kulturgüter bei bewaffneten Konflikten sowie der Verordnung vom 29. Oktober 2014 über den Schutz der Kulturgüter bei bewaffneten Konflikten unter Schutz stehen.
Objekte der Kategorie A sind vollständig in der Liste enthalten, Objekte der Kategorie B sind im Gemeindegebiet nicht ausgewiesen, Objekte der Kategorie C fehlen zurzeit (Stand: 25. Februar 2024). Unter übrige Baudenkmäler sind geschützte Objekte zu finden, die im Bauinventar des Kantons Bern als «schützenswert» verzeichnet sind.

## Kulturgüter
| Foto |                                                                         | Objekt                   | Kat. | Typ | Standort                         | Beschreibung |
| ---- | ----------------------------------------------------------------------- | ------------------------ | ---- | --- | -------------------------------- | --- |
| ja   | Datei hochladen · Wikidata zu Schloss Hindelbank (Q2241578)             | Schloss KGS-Nr.: 00942   | A    | G   | von Erlach-Weg 2 607784 / 209145 | In den Jahren 1721 bis 1725 erbautes Schloss im Barockstil, seit 1892 als Frauen-Justizvollzugsanstalt genutzt, heute als Verwaltungsgebäude der Anstalten Hindelbank. Äusserst herrschaftlicher Hauptbau unter hohem Walmdach mit aufwändigen Sandsteinelementen. Vier gleichartig gestaltete Eckpavillons an der Südseite sind durch zwei Trakte verbunden und bilden einen Ehrenhof.                        |
| ja   | Datei hochladen · Wikidata zu Reformierte Kirche Hindelbank (Q19362603) | Kirche KGS-Nr.: 00943    | A    | G   | Kirchweg 1 607703 / 210088       | Von 1515 bis 1519 anstelle eines Vorgängerbaus errichtetes Kirchengebäude im spätgotischen Stil, 1911 nach Brand in gotisierenden Jugendstilformen wiederhergestellt. Diese Saalkirche ist ein stattlicher Sandsteinbau unter Satteldach mit eingezogenem, dreiseitig schliessendem Chor sowie markantem Frontturm mit Spitzhelm. Sehenswert ist insbesondere der von Ernst Link gestaltete Glasgemäldezyklus. |
| ja   | Datei hochladen · Wikidata zu Pfarrhaus (Q19362604)                     | Pfarrhaus KGS-Nr.: 09780 | A    | G   | Kirchweg 3 607667 / 210096       | Das 1817/18 erbaute Pfarrhaus ist ein herrschaftlicher klassizistischer Putzbau unter markantem geschweiftem Walmdach. Der ausgewogen proportionierte, zweigeschossige Baukörper besitzt kräftige Gliederungen in Sandstein und ein mehrfach profiliertes Kranzgesims. Ein Peristyl mit schlanken Holzsäulen und im Obergeschoss eine eingewandete Laube prägen die Eingangsfassade.                           |

## Übrige Baudenkmäler
Hinweis: Anstelle der KGS-Nummer wird als Objekt-Identifikator (ID) die Grundstücksnummer verwendet.
| ID       | Foto |                 | Objekt                                 | Typ | Standort                                  | Beschreibung |
| -------- | ---- | --------------- | -------------------------------------- | --- | ----------------------------------------- | ------------ |
| 1        | BW   | Datei hochladen | Bauernhaus (1862)                      | G   | Mötschwil, Schleumen 6 610351 / 209885    |              |
| 1        | BW   | Datei hochladen | Stöckli mit Ofenhaus (1844)            | G   | Mötschwil, Schleumen 6a 610364 / 209866   |              |
| 1        | BW   | Datei hochladen | Gartenhäuschen (1921)                  | G   | Mötschwil, Schleumen N.N. 610332 / 209875 |              |
| 4        | BW   | Datei hochladen | Speicher (1748)                        | G   | Mötschwil, Schleumen 7b 610303 / 209806   |              |
| 25       | BW   | Datei hochladen | Bauernhaus (2. Hälfte 19. Jh.)         | G   | Sumpf 3 609007 / 211596                   |              |
| 25       | BW   | Datei hochladen | Bauernhaus (2. Hälfte 19. Jh.)         | G   | Sumpf 5 609012 / 211613                   |              |
| 31       | ja   | Datei hochladen | Ehemaliger Stock (1912)                | G   | Dorfstrasse 1 607735 / 210112             |              |
| 31; 63   | BW   | Datei hochladen | Bauernhaus (1721)                      | G   | Mötschwil, Dorf 18, 19 609804 / 210977    |              |
| 43       | BW   | Datei hochladen | Bauernhaus (1836)                      | G   | Sumpf 2 609076 / 211548                   |              |
| 43       | BW   | Datei hochladen | Stöckli (1788)                         | G   | Sumpf 4 609056 / 211583                   |              |
| 44       | BW   | Datei hochladen | Stöckli (1832)                         | G   | Mötschwil, Dorf 17a 609814 / 211036       |              |
| 59       | BW   | Datei hochladen | Stöckli (1831)                         | G   | Mötschwil, Schleumen 11a 610199 / 209857  |              |
| 59       | BW   | Datei hochladen | Speicher (1809)                        | G   | Mötschwil, Schleumen 11b 610220 / 209897  |              |
| 62       | BW   | Datei hochladen | Stöckli mit Ofenhaus (1801)            | G   | Mötschwil, Dorf 19a 609778 / 210998       |              |
| 78       | ja   | Datei hochladen | Ehemaliges Jagdhaus (1727)             | G   | Bernstrasse 94 607421 / 209251            |              |
| 80       | BW   | Datei hochladen | Speicher (1745)                        | G   | Mötschwil, Dorf 21a 609667 / 210860       |              |
| 82       | BW   | Datei hochladen | Stöckli (1848)                         | G   | Mötschwil, Dorf 21d 609761 / 210849       |              |
| 86       | BW   | Datei hochladen | Stöckli (1880)                         | G   | Mötschwil, Dorf 20b 609706 / 210905       |              |
| 89       | ja   | Datei hochladen | Bauernhaus (1912–1917)                 | G   | Dorfstrasse 3 607763 / 210155             |              |
| 96       | BW   | Datei hochladen | Gasthof Löwen (1705)                   | G   | Bernstrasse 1 607752 / 210031             |              |
| 97       | ja   | Datei hochladen | Löwen-Stock (1706)                     | G   | Hubelweg 2 607766 / 210013                |              |
| 99       | ja   | Datei hochladen | Ehemaliger Schmiedestock (1782)        | G   | Dorfstrasse 20 607734 / 210469            |              |
| 109      | BW   | Datei hochladen | Hühnerhaus (1907)                      | G   | Mötschwil, Dorf 14g 609987 / 210987       |              |
| 110      | BW   | Datei hochladen | Bauernhaus (1805)                      | G   | Mötschwil, Dorf 13 610107 / 210903        |              |
| 113      | ja   | Datei hochladen | Ehemalige Pfrundscheune (1813)         | G   | Kirchweg 5 607655 / 210133                |              |
| 113      | BW   | Datei hochladen | Speicher (1724)                        | G   | Mötschwil, Dorf 14d 610021 / 210901       |              |
| 113      | BW   | Datei hochladen | Stöckli (1816)                         | G   | Mötschwil, Dorf 14c 610012 / 210881       |              |
| 204      | BW   | Datei hochladen | Ofenhaus-Stöckli (frühes 19. Jh.)      | G   | Burgdorfstrasse 8 608050 / 210211         |              |
| 204      | BW   | Datei hochladen | Bienenhaus (1911)                      | G   | Burgdorfstrasse 8a 608031 / 210192        |              |
| 233      | BW   | Datei hochladen | Gasthof Traube (1858)                  | G   | Mötschwil, Schleumen 12 610168 / 209830   |              |
| 271      | ja   | Datei hochladen | Bauernhaus (1932)                      | G   | Hubelweg 6 607866 / 210024                |              |
| 271      | ja   | Datei hochladen | Brunnen (1777)                         | K   | Hubelweg N.N. 607782 / 210025             |              |
| 272      | ja   | Datei hochladen | Stock (1895)                           | G   | Hubelweg 1 607817 / 210049                |              |
| 289      | BW   | Datei hochladen | Ehemaliges Doppelbauernhaus (17. Jh.)  | G   | Krauchthalstrasse 9 607919 / 210116       |              |
| 293      | ja   | Datei hochladen | Ehemalige Salzhütte (1825)             | G   | Bernstrasse 8 607537 / 209944             |              |
| 299      | ja   | Datei hochladen | Mühlestock (1760)                      | G   | Mühlegässli 8 607786 / 209939             |              |
| 308      | ja   | Datei hochladen | Ehemaliges Ofenhaus-Stöckli (1773)     | G   | Dorfstrasse 23 607728 / 210538            |              |
| 325      | ja   | Datei hochladen | Stöckli (1830)                         | G   | Bernstrasse 24 607526 / 209744            |              |
| 345      | ja   | Datei hochladen | Ehemaliger Wohnstock (1835)            | G   | Dorfstrasse 19 607709 / 210525            |              |
| 445      | ja   | Datei hochladen | Pfarrstöckli (1816)                    | G   | Kirchweg 3a 607648 / 210112               |              |
| 445      | ja   | Datei hochladen | Brunnen (1811)                         | K   | Kirchweg N.N. 607657 / 210116             |              |
| 446      | ja   | Datei hochladen | Schlossgut (um 1780)                   | G   | von Erlach-Weg 7 607655 / 209019          |              |
| 469      | ja   | Datei hochladen | Villa im Garten (1924)                 | G   | Münchringenstrasse 1 607658 / 210499      |              |
| 472      | ja   | Datei hochladen | Brunnen (2. Hälfte 18. Jh.)            | K   | Dorfstrasse N.N 607764 / 210567           |              |
| 476      | BW   | Datei hochladen | Bauernhaus (um 1762)                   | G   | Schlossweg 7 608029 / 209358              |              |
| 482      | ja   | Datei hochladen | Stöckli (1837)                         | G   | Hardfeldweg 14 607333 / 209965            |              |
| 622      | ja   | Datei hochladen | Stöckli (1641)                         | G   | Bernstrasse 3 607715 / 209999             |              |
| 622      | ja   | Datei hochladen | Speicher (2. Hälfte 17. Jh.)           | G   | Bernstrasse 3a 607726 / 210009            |              |
| 803      | ja   | Datei hochladen | Ehemaliges Bauernhaus (1911)           | G   | Bernstrasse 5 607689 / 209986             |              |
| 803      | BW   | Datei hochladen | Brunnen (1780)                         | K   | Bernstrasse N.N. 607675 / 209983          |              |
| 807      | ja   | Datei hochladen | Ehemaliges Stöckli (1. Hälfte 19. Jh.) | G   | Hardfeldweg 4 607532 / 209985             |              |
| 938      | ja   | Datei hochladen | Ehemalige Spiritusfabrik (1876)        | G   | Krauchthalstrasse 2 607828 / 210149       |              |
| 1000     | BW   | Datei hochladen | Ehemaliges Ofenhaus (frühes 19. Jh.)   | G   | Schlossweg 5b 608050 / 209372             |              |
| 1009     | ja   | Datei hochladen | Villa (um 1800)                        | G   | Dorfstrasse 17 607720 / 210436            |              |
| 1027     | ja   | Datei hochladen | Bauernhaus (1870)                      | G   | Bernstrasse 26 607519 / 209723            |              |
| 1033 ff. | ja   | Datei hochladen | Löwen-Scheune (1826)                   | G   | Hubelweg 2a, 2b, 2c 607740 / 210016       |              |
| 1070     | BW   | Datei hochladen | Wohnstock (1853)                       | G   | Schlossweg 5 608024 / 209412              |              |